# Radu Irimescu

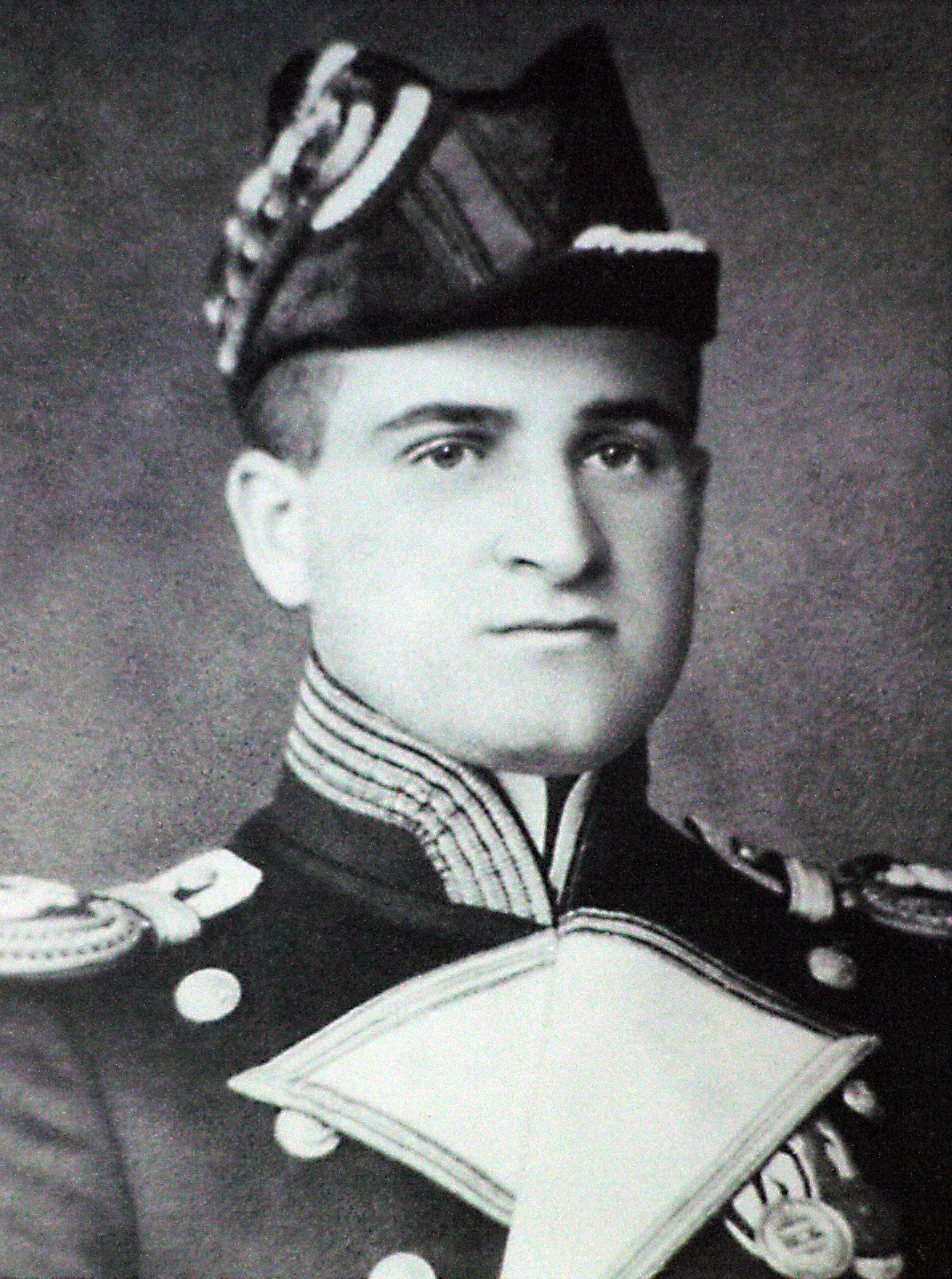
Generalul comandor Radu Irimescu.

Radu Irimescu (n. 9 decembrie 1890, Galați, România – d. 1975, Los Angeles, California, SUA) a fost un politician, diplomat, inginer și om de afaceri român, care a trăit majoritatea vieții în afara României.

## Biografie
A fost fiul contraamiralului Ilie Irimescu, pe atunci maior și comandant al Depozitului și Diviziei Echipajelor la Galați. Urmează un an (1907) Școala Militară de Artilerie, Geniu și Marină în țară, apoi următorul an la Kiel. În 1909 a absolvit școlile marinei, după ce a efectuat călătoria de studii pe crucișătorul Freya. Activează la Divizia de Mare, la Divizia de Dunăre, precum și la Școlile Marinei și la Depozitele Generale. Părăsește marina pentru doi ani, urmând cursuri la Colegiul Regal Tehnic din Charlottenburg, Berlin, pe care le termină cu brio. Participă la Primul Război Mondial, inițial la marină, apoi la aviație din 15 noiembrie 1915. Obține brevetul de pilot și participă la acțiuni de supraveghere aeriană, de bombardament, de fotografiere aeriană și luptă aeriană. Primește distincții naționale ("Steaua României", în grad de cavaler,  "Coroana României" în grad de ofițer cu spade) și străine (ordinul rus "Sf. Ana" cu spade și fundă, ordinul francez "Croix de guerre").  După Primul Război Mondial urmează alte cursuri de inginerie, în America, pe care le termină în 1920 la Universitatea Columbia. Pe timpul vizitei reginei Maria în America la 1926, avea grad de maior în rezervă și lucra în cadrul băncii Crissoveloni, al cărui manager al filialei americane a fost între 1921 și 1928. A fost de asemenea director la uzinele Reșița, începând cu anul 1931, când s-a solicitat întoarcerea sa în țară. Este subsecretar de stat al Aerului (19 iulie 1932 - 27 aprilie 1935), funcție creată special pentru el și pentru calitățile sale de organizator, și ministru al aerului și marinei (ianuarie 1937 - februarie 1938).  
În perioada 1933-1934 a fost senator. L-a însoțit pe viitorul rege Mihai I, pe atunci Mare Voievod de Alba-Iulia la Londra la festivitățile de încoronare a lui George al VI-lea ca rege al Marii Britanii în mai 1937.  
La adoptarea în februarie 1938 a unei noi legislații care să înlocuiască Constituția de la 1923, Radu Irimescu a susținut public măsurile dictatoriale ale lui Carol al II-lea, care prevedeau desființarea partidelor politice și crearea Frontului Renașterii Naționale. În 1937 este pentru foarte puțin timp ministru al apărării naționale. În 1938 a fost numit trimis extraordinar și ministru plenipotențiar la Washington, până în 1940; pe timpul misiunii sale are loc și expoziția României de la New York (1939) în cadrul Expoziției Universale, comisar fiind Dimitrie Gusti. 
A fost rechemat în România din funcția de trimis extraordinar și ministru plenipotențiar la Washington pe 15 octombrie 1940, după abdicarea regelui Carol al II-lea.
După încetarea misiunii în SUA ar fi fost încadrat în structurile de conducere ale aviației și marinei românești, având gradul de general-comandor. 
În primăvara anului 1943 devine prin căsătorie cetățean american și pierde cetățenia română.
Conform lui Ion Pantazi, fiul ministrului de război Constantin Pantazi, l-ar fi sfătuit pe regele Carol al II-lea, cu care era prieten intim din copilărie, să ducă altă politică, acesta fiind motivul pentru care  a renunțat la demnitățile guvernamentale unde era dorit și  s-a retras în SUA. 
În 1955 lucra la Floyd Odium's Atlas Corporation. 
Arhiva sa este depusă la Stanford University / Hoover Institute. 
Conform istoriei orale, după ultimul război mondial, a vizitat țara de mai multe ori.

## Opera
- Acțiunea guvernului pentru susținerea prețului grâului, 1934.
- Răspuns, 1934.
- Raportul Comisarului Guvernului, f.a.